# Назаров, Владимир Александрович
Влади́мир Алекса́ндрович Наза́ров (17 декабря 1922, Иркутск — 16 октября 2001, Москва) — советский кинорежиссёр, актёр кино и сценарист.

## Биография
Родился 7 декабря 1922 года в Иркутске. В декабре 1941 года был призван в Красную армию, во время Советско-японской войны служил в частях Забайкальского фронта в Маньчжурии.
По окончании режиссёрского факультета ВГИКа (1956, мастерская М. Э. Чиаурели и Ю. Е. Геники) работал на киностудии «Мосфильм».
Назаров открыл для кино В. С. Золотухина, сняв актёра в дебютной роли Пети Трофимова («Пакет»), а затем в трёх следующих своих фильмах.
Достаточно заметным событием стал выход в свет картины «Хозяин тайги», где одну из главных ролей сыграл В. С. Высоцкий.
Член КПСС с 1968 года, член Союза кинематографистов СССР.
Скончался 16 октября 2001 года. Похоронен на Миусском кладбище.

## Фильмография

### Режиссёр
- 1956 — Федоскинские миниатюры (дипломная работа)
- 1964 — Задушевная беседа (сюжет в киножурнале «Фитиль»)
- 1965 — Закон тайги (короткометражный)
- 1965 — Пакет
- 1968 — Хозяин тайги
- 1970 — О друзьях-товарищах
- 1971 — Пропажа свидетеля
- 1972 — Инженер Прончатов (телефильм, 3 серии)
- 1978 — Голубка
- 1981 — Линия жизни (телефильм, 3 серии)
- 1985 — Право любить
- 1986 — Трава зелена

### Сценарист
- 1965 — Закон тайги (короткометражный)
- 1972 — Инженер Прончатов (мини-сериал)
- 1978 — Голубка
- 1980 — Линия жизни (мини-сериал)
- 1986 — Трава зелена

### Актёр
- 1970 — О друзьях-товарищах — Модест Ступицын, левый эсер, заговорщик
- 1972 — Инженер Прончатов — Михаил Александрович Бендер, директор бумажного комбината

## Награды
- медаль «За боевые заслуги» (2 сентября 1945)[2]
- 1957 — первая премия жюри международного семинара студентов кинематографических учебных заведений (ВФМС в Москве) за дипломную работу «Федоскинские миниатюры»
- 1966 — Главный приз «Злата Прага» на Международном кинофестивале в Праге за фильм «Пакет» (1965)
- орден Отечественной войны II степени (6 апреля 1985)[7]